# Peder Larsen Pedersen
|  | No s'ha de confondre amb Peder Pedersen. |

Peder Larsen Pedersen (Stubberup, Kerteminde, Dinamarca Meridional, 30 de novembre de 1880 – Kerteminde, Dinamarca Meridional, 20 de gener de 1966) va ser un gimnasta artístic danès que va competir a començaments del segle xx.
El 1912 va prendre part en els Jocs Olímpics d'Estocolm, on va guanyar la medalla de plata en el concurs per equips, sistema suec del programa de gimnàstica.